# Équipe de Roumanie de rugby à XV à la Coupe du monde 2007
L'Équipe de Roumanie de rugby à XV dispute la Coupe du monde 2007, organisée par la France, en étant dans la Poule C pour la première phase; elle affronte la Nouvelle-Zélande, l'Écosse, l'Italie et le Portugal. 
L'équipe de Roumanie a terminé quatrième de poule et n'a pas participé à la phase finale de la Coupe du monde de rugby 2007.
Les équipes de Nouvelle-Zélande et d'Écosse se qualifient pour les quarts de finale.

## Les trente sélectionnés
La liste suivante indique les joueurs retenus pour participer à la coupe du monde 2007. L'ailier Ion Teodorescu se blesse au genou lors d'un entraînement le jour de l'ouverture de la compétition et déclare forfait. Il est remplacé par Constantin Dascalu. Stefan Ciuntu a rejoint la sélection pendant la sélection.
| Entraîneur | Entraîneur             | Daniel Santamans, Robert Antonin                                           |
| Avants     | Pilier                 | Petru Bălan, Bogdan Bălan, Cezar Popescu, Petrisor Toderasc, Silviu Florea |
| Avants     | Talonneur              | Marius Tincu, Razvan Mavrodin                                              |
| Avants     | Deuxième ligne         | Sorin Socol (cap.), Cristian Petre, Valentin Ursache, Augustin Petrechei   |
| Avants     | Troisième ligne aile   | Ovidiu Tonița, Florin Corodeanu, Cosmin Ratiu                              |
| Avants     | Troisième ligne centre | Alexandru Manta, Alexandru Tudori                                          |
| Arrières   | Demi de mêlée          | Valentin Calafeteanu, Lucian Sîrbu                                         |
| Arrières   | Demi d'ouverture       | Ionuț Dimofte, Ionut Tofan, Dănuț Dumbravă                                 |
| Arrières   | Centre                 | Romeo Gontineac, Minya Csaba Gal, Dan Vlad                                 |
| Arrières   | Ailier                 | Catalin Fercu, Gabriel Brezoianu, Florin Vlaicu, Stefan Ciuntu             |
| Arrières   | Arrière                | Iulian Dumitraș, Cătălin Nicolae                                           |

## La Coupe du Monde
La Roumanie dispute quatre matches préliminaires dans la Poule C.

### Match 1:Italie-Roumanie: 24-18 (12septembre2007,Stade Vélodrome,Marseille)
Date : 12 septembre 2007

Composition des équipes

Stade : Stade Vélodrome, Marseille ( France)
Arbitre : Tony Spreadbury 
Composition des équipes :
Italie

Titulaires : 15 David Bortolussi, 14 Kaine Robertson, 13 Gonzalo Canale, 12 Mirco Bergamasco, 11 Marko Stanojevic, 10 Ramiro Pez, 9 Paul Griffen, 8 Sergio Parisse, 7 Mauro Bergamasco, 6 Josh Sole, 5 Marco Bortolami, 4 Santiago Dellape', 3 Martin Castrogiovanni, 2 Carlo Festuccia, 1 Andrea lo Cicero

Remplaçants : 16 Leonardo Ghiraldini, 17 Matias Aguero, 18 Valerio Bernabo', 19 Manoa Vosawai, 20 Alessandro Troncon, 21 Ezio Galon, 22 Roland de Marigny
Roumanie

Titulaires : 15 Iulian Dumitras, 14 Catalin Fercu, 13 Csaba Gal, 12 Romeo Gontineac, 11 Gabriel Brezoianu, 10 Ionut Dimofte, 9 Lucian Sirbu, 8 Ovidiu Tonita, 7 Alexandru Manta, 6 Florin Corodeanu, 5 Cristian Petre, 4 Sorin Socol (cap.), 3 Bogdan Balan, 2 Marius Tincu, 1 Petrisor Toderasc

Remplaçants : 16 Razvan Mavrodin, 17 Cezar Popescu, 18 Cosmin Ratiu, 19 Alexandru Tudori, 20 Valentin Calafeteanu, 21 Ionut Tofan, 22 Dan Vlad 
Points marqués :
Italie : 1 essai de Dellape et 1 essai de pénalité, 1 transformation de Pez, 4 pénalités de Pez

### Match 2:Écosse-Roumanie: 42-0 (18septembre2007,Édimbourg(Écosse)
Date : 18 septembre 2007

Composition des équipes

Stade : Murrayfield à Édimbourg ( Écosse)
Arbitre : Nigel Owens  ()
Homme du match : Allister Hogg
Rapport officiel : statistiques
Composition des équipes :
Écosse

Titulaires : 15 Rory Lamont, 14 Sean Lamont, 13 Simon Webster, 12 Rob Dewey, 11 Chris Paterson, 10 Dan Parks, 9 Mike Blair, 8 Simon Taylor, 7 Allister Hogg, 6 Jason White, 5 Jim Hamilton, 4 Nathan Hines, 3 Euan Murray, 2 Ross Ford, 1 Gavin Kerr

Remplaçants : 16 Scott Lawson, 17 Craig Smith, 18 Scott MacLeod, 19 Kelly Brown, 20 Chris Cusiter, 21 Hugo Southwell, 22 Nikki Walker
Roumanie

Titulaires : 15 Iulian Dumitras, 14 Catalin Fercu, 13 Minya Csaba Gal, 12 Romeo Gontineac, 11 Gabriel Brezoianu, 10 Ionut Dimofte, 9 Lucian Sirbu, 8 Ovidiu Tonita, 7 Alexandru Manta, 6 Florin Corodeanu, 5 Cristian Petre, 4 Sorin Socol (cap.), 3 Bogdan Balan, 2 Marius Tincu, 1 Petrisor Toderasc

Remplaçants : 16 Silviu Florea, 17 Razvan Mavrodin, 18 Cosmin Ratiu, 19 Alexandru Tudori, 20 Valentin Calafeteanu, 21 Ionut Tofan, 22 Florin Vlaicu
Points marqués :
Écosse : 6 essais de Paterson (2e), Hogg (17e, 46e, 53e), R.Lamont (36e, 72e), 6 transformations de Paterson

### Match 3:Roumanie-Portugal: 14-10 (25septembre2007,StadiumdeToulouse)
Date : 25 septembre 2007

Composition des équipes

Stade : Stadium de Toulouse ( France)
Arbitre : Paul Honiss 
Rapport officiel : Statistiques
Composition des équipes :
Roumanie

Titulaires : 15 Iulian Dumitras, 14 Catalin Nicolae, 13 Ionut Dimofte, 12 Romeo Gontineac, 11 Catalin Fercu, 10 Dan Dumbrava, 9 Valentin Calafeteanu, 8 Ovidiu Tonita (cap.), 7 Alexandru Manta, 6 Alexandru Tudori, 5 Cristian Petre, 4 Cosmin Ratiu, 3 Bogdan Balan, 2 Razvan Mavrodin, 1 Cezar Popescu

Remplaçants : 16 Marius Tincu, 17 Paulica Ion, 18 Sorin Socol, 19 Florin Corodeanu, 20 Lucian Sirbu, 21 Florin Vlaicu, 22 Gabriel Brezoianu
Portugal

Titulaires : 15 Pedro Leal, 14 David Mateus, 13 Federico Sousa, 12 Diogo Mateus, 11 Miguel Portela, 10 Duarte Cardoso Pinto, 9 José Pinto, 8 Tiago Girão, 7 João Uva, 6 Diogo Coutinho, 5 David Penalva, 4 Gonçalo Uva, 3 Ruben Spachuk, 2 Joaquim Ferreira (cap.), 1 Rui Cordeiro

Remplaçants : 16 Juan Manuel Muré, 17 João Correia, 18 Salvador Palha, 19 Paulo Murinello, 20 Luís Pissarra, 21 Gonçalo Malheiro, 22 Pedro Carvalho
Points marqués :
Roumanie : 2 essais de Tincu (63e) et Corodeanu (73e), 2 transformations de Calafateanu (64e) et  Dumbrava (74e)
La Roumanie doit se passer des services de plusieurs joueurs blessés qui ont quitté la compétition: Ionut Tofan, Ion Teodorescu et Petru Bălan.
À l'issue d'un match cadenassé et rendu difficile par la pluie continuelle qui s'abat sur le Stadium, la Roumanie, menée au score dès la 19e minute, ne doit son salut en fin de deuxième mi-temps qu'à deux essais en force. Les Portugais, auxquels on promettait l'enfer, sortent de leur première Coupe du monde avec les honneurs : un point de bonus, le premier qu'ils aient jamais inscrit en phase finale, et un essai s'inscrit dans chacune de leurs quatre rencontres.

### Match 4:Roumanie-Nouvelle-Zélande: 8-85 (29septembre2007,StadiumdeToulouse)
Date : 29 septembre 2007

Composition des équipes

Stade : Stadium de Toulouse ( France)
Arbitre : Joël Jutge 
Composition des équipes :
Roumanie

Titulaires : 1 Bogdan Balan, 2 Marius Tincu, 3 Silviu Florea, 4 Sorin Socol (cap.), 5 Cristian Petre, 6 Florin Corodeanu, 7 Alexandru Manta, 8 Ovidiu Tonita, 9 Lucian Sirbu, 10 Ionut Dimofte, 11 Gabriel Brezoianu, 12 Romeo Gontineac, 13 Minya Csaba Gal, 14 Stefan Ciuntu, 15 Iulian Dumitras

Remplaçants : 16 Razvan Mavrodin, 17 Paulica Ion, 18 Valentin Ursache, 19 Cosmin Ratiu, 20 Valentin Calafeteanu, 21 Florin Vlaicu, 22 Dan Vlad ou Catalin Dascalu
Nouvelle-Zélande

Titulaires : 1 Neemia Tialata, 2 Keven Mealamu, 3 Greg Somerville, 4 Reuben Thorne, 5 Keith Robinson, 6 Jerry Collins (cap.), 7 Chris Masoe, 8 Sione Lauaki, 9 Andrew Ellis, 10 Luke McAlister, 11 Sitiveni Sivivatu, 12 Aaron Mauger, 13 Isaia Toeava, 14 Joe Rokocoko, 15 Nick Evans

Remplaçants : 16 Andrew Hore, 17 Tony Woodcock, 18 Chris Jack, 19 Richie McCaw, 20 Brendon Leonard, 21 Doug Howlett 22 Conrad Smith
Points marqués :
Roumanie : 1 essai de Tincu (31e), 1 pénalité de Vlaicu (72e)
Dan Carter devait participer à la rencontre, mais s'étant blessé il est remplacé par Luke McAlister alors que Doug Howlett prend place sur le banc des remplaçants. Avec 13 essais supplémentaires, la Nouvelle-Zélande totalise 46 essais, 4 points de bonus offensif pour 309 points, soit une moyenne de 77 points par rencontre. Quel festival ! Joe Rokocoko inscrit un triplé, Doug Howlett ajoute un essai à son compteur et Nick Evans est toujours aussi réaliste quand le sélectionneur lui en laisse l'occasion.

### Classement
| Place | Nation           | Matchs | Matchs   | Matchs | Matchs  | Points | Points | Points     | Essais | Essais | Essais     | Bonus points | Classement points |
| Place | Nation           | joués  | victoire | nul    | défaite | pour   | contre | différence | pour   | contre | différence | Bonus points | Classement points |
| ----- | ---------------- | ------ | -------- | ------ | ------- | ------ | ------ | ---------- | ------ | ------ | ---------- | ------------ | ----------------- |
| 1     | Nouvelle-Zélande | 4      | 4        | 0      | 0       | 309    | 35     | +274       | 46     | 4      | +42        | 4            | 20                |
| 2     | Écosse           | 4      | 3        | 0      | 1       | 116    | 66     | +50        | 14     | 8      | +6         | 2            | 14                |
| 3     | Italie           | 4      | 2        | 0      | 2       | 85     | 117    | -32        | 8      | 14     | -6         | 1            | 9                 |
| 4     | Roumanie         | 4      | 1        | 0      | 3       | 40     | 161    | -121       | 5      | 22     | -17        | 1            | 5                 |
| 5     | Portugal         | 4      | 0        | 0      | 4       | 38     | 209    | -171       | 4      | 29     | -25        | 1            | 1                 |

## Meilleurs marqueurs d'essais roumains
1. Marius Tincu, 3 essais
2. Florin Corodeanu, Alexandru Manta, 1 essai

## Meilleur réalisateur roumain
1. Marius Tincu, 15 points
2. Ionut Dimofte, 8 points
3. Florin Corodeanu, Alexandru Manta, 5 points

5. Florin Vlaicu, 3 points
6. Dan Dumbrava, 9 Valentin Calafeteanu, 2 points.